# 오블라스티
오블라스티(러시아어: область 오블라스티[*], 우크라이나어: область 오블라스티[*], 벨라루스어: вобласьць 보블라스츠, 카자흐어: облыс 오블리스, 키르기스어: област 오블라스트, 불가리아어: област 오블라스트, 문화어: 오블라스찌)는 슬라브족 국가에서 사용되고 있는 행정 구역 단위로 한국어로는 대개 주로 번역된다. 현재의 러시아, 우크라이나, 벨라루스, 카자흐스탄, 키르기스스탄, 불가리아에서 주에 해당하는 행정 구역 단위로 사용되고 있으며 구소련에서도 주에 해당하는 행정 구역 단위로 사용되었다.

## 같이 보기
- 러시아의 연방주체
- 우크라이나의 행정 구역
- 벨라루스의 행정 구역
- 카자흐스탄의 행정 구역
- 키르기스스탄의 행정 구역
- 불가리아의 주
- 자치주
- 구베르니야
- 라욘
- 러시아의 행정 구역